# 1962 w filmie
Wydarzenia filmowe w 1962 roku.

## Wydarzenia
- Dr. No – pierwszy film z serii przygód o agencie Jamesie Bondzie, która trwa nieprzerwanie już ponad 50 lat będąc jedną z najdłuższych w historii filmu.

## Premiery

### Filmy polskie
- 11 stycznia – Dotknięcie nocy – reż. Stanisław Bareja
- 21 stycznia – Wyrok – reż. Jerzy Passendorfer
- 14 lutego – Tarpany – reż. Kazimierz Kutz
- 2 lutego – Komedianty – reż. Maria Kaniewska
- 22 lutego – Bitwa o Kozi Dwór – reż. Wadim Berestowski
- 9 marca – Nóż w wodzie – reż. Roman Polański
- 21 marca – Dwaj panowie N – reż. Tadeusz Chmielewski
- 25 kwietnia – Jutro premiera – reż. Janusz Morgenstern
- 30 kwietnia – Drugi brzeg – reż. Zbigniew Kuźmiński
- 31 sierpnia – Dom bez okien – reż. Stanisław Jędryka
- 2 września – I ty zostaniesz Indianinem – reż. Konrad Nałęcki
- 3 września – Spóźnieni przechodnie – reż. Jan Rybkowski
- 5 września – Mój stary – reż. Janusz Nasfeter
- 17 września – Jadą goście jadą... – reż. Romuald Drobaczyński, Jan Rutkiewicz, Gerard Zalewski
- 17 października – Głos z tamtego świata – reż. Stanisław Różewicz
- 26 października – Złoto – reż. Wojciech Jerzy Has
- 9 listopada – Rodzina Milcarków – reż. Józef Wyszomirski
- 12 listopada – O dwóch takich, co ukradli księżyc – reż. Jan Batory
- 19 listopada – Mężczyźni na wyspie – reż. Jan Laskowski
- 19 grudnia – Spotkanie w Bajce – reż. Jan Rybkowski
- 22 grudnia – Klub kawalerów – reż. Jerzy Zarzycki
- 28 grudnia – Dziewczyna z dobrego domu – reż. Antoni Bohdziewicz

### Filmy zagraniczne
- Samotność długodystansowca – reż. Tony Richardson
- Widok z mostu – reż. Sidney Lumet (Raf Vallone, Maureen Stapleton, Carol Lawrence)
- Barabasz – reż. Richard Fleischer (Anthony Quinn, Silvana Mangano)
- Billy Budd – reż. Peter Ustinov (Robert Ryan, Melvyn Douglas)
- Cartouche-zbójca (Cartouche) – reż. Philippe de Broca (Jean-Paul Belmondo, Claudia Cardinale)
- Dni wina i róż (Days of Wine and Roses) – reż. Blake Edwards (Jack Lemmon, Lee Remick)
- U kresu dnia (Long Day’s Journey Into Night) – reż. Sidney Lumet (Katharine Hepburn, Ralph Richardson, Jason Robards)
- Ptasznik z Alcatraz (Birdman of Alcatraz) – reż. John Frankenheimer (Burt Lancaster, Karl Malden)
- Cyganka – reż. Mervyn LeRoy (Rosalind Russell, Natalie Wood, Karl Malden)
- Harakiri – reż. Masaki Kobayashi
- Hatari! – reż. Howard Hawks (John Wayne, Hardy Krüger, Elsa Martinelli)
- Doktor No film z Jamesem Bondem – reż. Terence Young (Sean Connery, Ursula Andress)
- Jules i Jim – reż. François Truffaut (Jeanne Moreau, Henri Serre, Oskar Werner)
- Przylądek strachu – reż. J. Lee Thompson (Gregory Peck, Robert Mitchum)
- Lawrence z Arabii – reż. David Lean (Peter O’Toole, Alec Guinness, Anthony Quinn)
- Zaćmienie – reż. Michelangelo Antonioni (Alain Delon, Monica Vitti)
- Lolita – reż. Stanley Kubrick (James Mason, Shelley Winters, Sue Lyon)
- Mamma Roma – reż. Pier Paolo Pasolini (Anna Magnani)
- Przeżyliśmy wojnę – reż. John Frankenheimer (Frank Sinatra, Laurence Harvey, Janet Leigh)
- Człowiek, który zabił Liberty Valance’a – reż. John Ford (John Wayne, James Stewart, Vera Miles)
- Nóż w wodzie – reż. Roman Polański (Leon Niemczyk)
- Bunt na Bounty – reż. Lewis Milestone (Marlon Brando, Trevor Howard, Richard Harris)
- Cudotwórczyni (The Miracle Worker) – reż. Arthur Penn (Anne Bancroft)
- Pan Hobbs jedzie na wakacje – reż. Henry Koster (James Stewart, Maureen O’Hara)
- Music Man – reż. Morton DaCosta (Robert Preston, Shirley Jones)
- Proces – reż. Orson Welles (Anthony Perkins)
- Skarb w Srebrnym Jeziorze – reż. Harald Reinl (Lex Barker, Pierre Brice)
- Słodki ptak młodości – reż. Richard Brooks (Paul Newman, Geraldine Page)
- Sanjūrō, samuraj znikąd (Tsubaki Sanjûrô) – reż. Akira Kurosawa (Toshirō Mifune)
- Święty mimo woli – reż. Edward Dmytryk (Maximilian Schell, Ricardo Montalbán, Lea Padovani, Akim Tamiroff)
- Co się zdarzyło Baby Jane? (What Ever Happened to Baby Jane?) – reż. Robert Aldrich (Bette Davis, Joan Crawford)
- Zabić drozda (To Kill a Mockingbird) – reż. Robert Mulligan (Gregory Peck)
- Najdłuższy dzień (The Longest Day) – reż. Ken Annakin (sekwencje brytyjskie), Andrew Marton (sekwencje amerykańskie), Bernhard Wicki (sekwencje niemieckie), Darryl F. Zanuck (niewymieniony) (John Wayne, Henry Fonda, Robert Mitchum)
- Droga do Hong Kongu – reż. Norman Panama (Bing Crosby, Bob Hope, Joan Collins)
- Przybycie tytanów – reż. Duccio Tessari
- Karnawał dusz
- Mózg, który nie może umrzeć

## Nagrody filmowe
- Oscary
  - Najlepszy film – Lawrence z Arabii
  - Najlepszy aktor – Gregory Peck – Zabić drozda
  - Najlepsza aktorka – Anne Bancroft – Cudotwórczyni
  - Wszystkie kategorie: Oscary w roku 1962
- Festiwal w Cannes
  - Złota Palma: Anselmo Duarte – Ślubowanie
- Międzynarodowy Festiwal Filmowy w Berlinie
  - Złoty Niedźwiedź: John Schlesinger – Rodzaj miłości

## Urodzili się
- 1 stycznia – Tadeusz Wnuk, polski aktor
- 17 stycznia – Jim Carrey, amerykański aktor
- 22 stycznia – Piotr Polk, polski aktor
- 16 lutego – Grażyna Błęcka-Kolska, polska aktorka
- 22 marca – Katarzyna Figura, polska aktorka
- 25 marca – Marcia Cross, amerykańska aktorka
- 30 marca – Adrianna Biedrzyńska, polska aktorka
- 13 czerwca – Cezary Pazura, polski aktor
- 1 lipca:
  - Andre Braugher, amerykański aktor (zm. 2023)
  - Dominic Keating, brytyjski aktor
- 3 lipca – Tom Cruise, amerykański aktor
- 19 sierpnia – Valérie Kaprisky, francuska aktorka
- 26 września – Melissa Sue Anderson, amerykańska aktorka
- 1 października – Esai Morales, amerykański aktor
- 13 października – Kelly Preston, amerykańska aktorka (zm. 2020)
- 16 października – Kenneth Lonergan, amerykański dramaturg, scenarzysta i reżyser
- 28 października – Daphne Zuniga, amerykańska aktorka
- 11 listopada – Demi Moore, amerykańska aktorka
- 19 listopada – Jodie Foster, amerykańska aktorka i reżyserka
- 6 grudnia – Janine Turner, amerykańska aktorka
- 9 grudnia – Felicity Huffman, amerykańska aktorka
- 14 grudnia – Ginger Lynn, amerykańska aktorka

## Zmarli
- 1 stycznia – Iza Kozłowska, aktorka (ur. 1884)
- 5 sierpnia – Marilyn Monroe, aktorka (ur. 1926)
- 12 grudnia – Eugeniusz Gielba, kierownik produkcji (ur. 1899)